# Pomník Pařížské komuny v Českých Budějovicích
Pomník Pařížské komuny v Českých Budějovicích na Pražské třídě z roku 1976 měl připomínat myšlenky Pařížské komuny a události v Paříži v roce 1871

## Historie vzniku
V Českých Budějovicích v místech původního Starého města se na přelomu šedesátých a sedmdesátých let dvacátého století postavilo největší panelové sídliště v Jihočeském kraji. Bylo vybudováno s nákupním centrem a obchodním domem Družba, domem služeb, telekomunikační budovou a dalšími objekty občanské vybavenosti. Při výročí Pařížské komuny v roce 1971 byl obytný komplex pojmenován Sídliště Pařížské komuny a byl položen základní kámen pro vybudování památníku na počet Komunardů. Výstavba monumentálního uměleckého díla měla zároveň vyjádřit myšlenku Pařížské komuny - vlády lidu, sociální spravedlnosti a bratrství. Monument měl být postaven na nejrušnějším a nejvýznamnějším prostoru Pražského předměstí v místě kde dříve stával Dělnický dům. V roce 1974 byla vyhlášena Radou městského národního výboru, ve spolupráci s Českým fondem výtvarných umění a Svazem českých výtvarných umělců, umělecká soutěž na podobu pomníku. Ztvárněním byli pak pověřeni architekt Leopold Petřík a sochař Zdeněk Vojta. Před vztyčením symbolického památníku se podél Pražské třídy (bývalá Třída Míru) postavilo Modré loubí, což byly zastřešené pasáže (zbouráno v roce 2020) s obchody, stanicí městské hromadné dopravy, veřejnými záchodky a lékárnou.

## Pomník
Pomník byl vztyčen v roce 1976 přímo před vyústěním Pekárenské ulice na Pražskou třídu. Je tvořen vysokým železobetonovým pylonem stojícím na čtvercovém stupňovitém podstavci a je obložený leštěnými žulovými dlaždicemi. Pylon se v horní části rozevírá a na svém vrcholu nese kovovou plastiku znázorňující hvězdu. Původní název pomníku byl Zrození hvězdy jako symbolu pařížských událostí na jaře 1871. Pomník je vysoký asi 18 metrů. Na boční straně je vytesána signatura Vojta – Petřík. Vpředu byla zasazena destička s nápisem K uctění památky Pařížské komuny. Pomník, díky svému neutrálnímu ztvárnění, zůstal na svém místě i po událostech v listopadu 1989 a nevzbudil potřebu odstranění.